# Білокоровицький табір ОВТК НКВС БРСР
Білокоровицький табір ОВТК НКВС БРСР — табір особливої виправно-трудової колонії НКВС БРСР, який діяв в Житомирській області поблизу станції Білокоровичі з 15.05.41 по 06.09.41.

## Історія
Напередодні війни у складі НКВД-УНКВД республік, країв і областей (в районах будівництва аеродромів) були створені управління (групи) аеродромного будівництва (УАС НКВД-УНКВД). Начальниками УАСів стали начальники НКВД-УНКВД; вони ж за сумісництвом призначалися уповноваженими НКВД СРСР на місцях з будівництва аеродромів.
На території УРСР велося будівництво 82 аеродромів, у Білорусі — 61.
Від 15 травня до 6 вересня 1941 на залізничній ст. Бєлокоровичи (нині ст. Білокоровичі в Олевському р-ні Житомирської обл.) існував табір НКВС. Його в'язні працювали в кам'яному кар'єрі для будівництва УАС БРСР, копали протитанкові рови та окопи.
Телеграма НКВД Білоруської РСР про евакуацію табору була отримана 04.07.41. Але через бомбардування табір довелося евакуювати пішки. За 25 днів етап (на 04.07.41 — 3500 ув'язнених) пройшов 1200 км (від ст. Білокоровичі до м.Курська). У Курську 22.08.41 табір завантажили у вагони і спрямували до Челябінська, де і здали (06.09.41) у розпорядження ОВТК УНКВС по Челябінській обл.